# Kristian Kuusela
Kristian Kuusela (* 19. Februar 1983 in Seinäjoki) ist ein finnischer Eishockeyspieler, der seit Februar 2017 bei Tappara Tampere in der Liiga unter Vertrag steht.

## Karriere
Kristian Kuusela, der in der Jugend für Tappara Tampere aktiv war, gab in der Saison 2001/02 sein Debüt im professionellen Eishockey, als er vier Mal für FPS Forssa in der Mestis, der zweithöchsten Spielklasse Finnlands, auf dem Eis stand. Anschließend wurde der Angreifer vom Erstligisten Ässät Pori verpflichtet, für den er von 2002 bis 2007 in der SM-liiga spielte. Gegen Ende der Saison 2006/07 wechselte Kuusela zum Modo Hockey Klub aus der schwedischen Elitserien, mit dem er anschließend Meister wurde. Vor der Saison 2007/08 wurde Kuusela vom finnischen Spitzenklub Kärpät Oulu verpflichtet, mit dem er am Saisonende Meister wurde. Auch in der Saison 2008/09 erreichte Kuusela mit Oulu die Finalspiele, unterlag dort mit seinem Team jedoch JYP Jyväskylä.
Zur Saison 2011/12 wechselte Kuusela innerhalb der SM-liiga zu den Espoo Blues, für die er bis 2013 über 130 Spiele in der SM-liiga absolvierte. Anschließend kehrte er zu seinem Heimatverein Tappara zurück.

## Erfolge und Auszeichnungen
- 2007 Schwedischer Meister mit MODO Hockey
- 2008 Finnischer Meister mit Kärpät Oulu
- 2009 Finnischer Vizemeister mit Kärpät Oulu
- 2016 Finnischer Meister mit Tappara Tampere
- 2017 Finnischer Meister mit Tappara Tampere

### International
- 2019 Goldmedaille bei der Weltmeisterschaft